# 扎勒堪扎·丹增曲吉旺秋
扎勒堪扎·丹增曲吉旺秋（1990年代约1990年—），蒙古族，蒙古国扎布汗省人，第九世（转生蒙古后不计追认）扎勒堪扎活佛。

## 生平
第八世扎勒堪扎活佛索德诺木·达木丁巴扎尔曾经出任蒙古总理。在其圆寂后，其转世一直到2004年才被确认，当时在九世哲布尊丹巴和十四世达赖喇嘛的协助下，一位来自蒙古国扎布汗省的14岁少年被认定为扎勒堪扎活佛。